# Mana Books
 (mai 2024).
Si vous disposez d'ouvrages ou d'articles de référence ou si vous connaissez des sites web de qualité traitant du thème abordé ici, merci de compléter l'article en donnant les références utiles à sa vérifiabilité et en les liant à la section « Notes et références ».
Mana Books est une maison d'édition française créée en 2017, spécialisée dans la publication d'ouvrages liés à des licences de pop culture : jeux vidéo, mangas et séries télé. C'est une filiale du groupe AC Media,.

## Ligne éditoriale
Mana Books est une maison d’édition de pop culture française, principalement dédiée aux œuvres en rapport avec le jeu vidéo. Elle publie également des manga, classés selon 5 collections lancées en 2023.
- PIXEL regroupe les manga qui touchent à l'univers du jeu vidéo
- EPIC contient des isekai et des manga d'aventure
- LMAO pour les manga humoristiques
- XOXO regroupe les romances et les manga tranches de vie
- CRYPT est dédiée aux manga d'horreur

## 2017
- 5 octobre 2017 - Final Fantasy : Encyclopédie Officielle
- 5 octobre 2017 - Silent Hill Tome 1 - Tom Waltz (Scénario) / Stamb (Dessin, Couleurs) / Justin Randall (Couverture)
- 26 octobre 2017 - Overwatch : le livre-poster
- 26 octobre 2017 - Overwatch : World Guide
- 26 octobre 2017 - Tout l'art d'Overwatch - Matt Burns (Scénario) / Dave Nestelle (Dessin) / Allyson Haller (Couleurs)
- 26 octobre 2017 - Overwatch origins tome 1
- 2 novembre 2017 - Bloodborne : official artbook
- 4 janvier 2018 - Fallout 4 : imaginer l'apocalypse - artbook officiel
- 4 janvier 2018 - Deus ex : dissidence - Alex Irvine (Scénario) / John Aggs (Dessin) / Yohann Schepacz (Couverture)

## 2018
- 8 février 2018 - Mass effect andromeda : La création d'un univers, Artbook officiel
- 8 février 2018 - Mass effect : Nouveau monde - Jeremy Barlow (Scénario) / Gabriel Guzman (Dessin) / Michael Atiyeh (Couleurs)
- 8 février 2018 - Metal Gear Solid : Projet Rex - Kris Oprisko (Scénario) / Ashley Wood (Dessin, Couleurs)
- 8 mars 2018 - Dragon age - Alexander Freed (Scénario) / Chad Hardin (Dessin) / Michael Atiyeh (Couleurs)
- 8 mars 2018 - Quand le manga réinvente les grands classiques de la peinture - Kina Kazuharu
- 5 avril 2018 - Final Fantasy : Lost stranger tome 1 - Hazuki Minase (Scénario) / Itsuki Kameya (Dessin)
- 26 avril 2018 - Dark Souls I & II : design works
- 7 juin 2018 - Tales of berseria tome 1 - Nobu Aonagi (Scénario, Dessin)
- 5 juillet 2018 - Final Fantasy : lost stranger tome 2 - Hazuki Minase (Scénario) / Itsuki Kameya (Dessin)

## 2023
- 6 juillet 2023 - Les 100 petites amies qui t'aiiiment à en mourir - Rikito Nakamura (Scénario) / Yukiko Nozawa (Dessin)

## 2024
- 5 décembre 2024 - L'art et la création d'Arcane - Riot Games

## 2025
- 6 février 2025 - Hope You're Happy, Lemon - Mizuki Kishikawa (Scénario, Dessin)
- 6 mars 2025 - Witch and Hound - Kamitsuki Rainy (Scénario) / Minori Tsukahara (Dessin) / LAM (Personnages)